# Lijst van hoogste gebouwen van 's-Hertogenbosch
De hoogste gebouwen in 's-Hertogenbosch (2022):
|    | Naam                                             | Hoogte   | Voltooid | Architect                                                                | Verdiepingen | Afbeelding |
| -- | ------------------------------------------------ | -------- | -------- | ------------------------------------------------------------------------ | ------------ | ---------- |
| 1  | Provinciehuis Noord-Brabant                      | 101,0 m  | 1971     | Huig Maaskant                                                            | 23           |            |
| 2  | Jheronimustoren                                  | 74,0 m   | 2014     | Baumschlager & Eberle Architekten                                        | 23           |            |
| 3  | Sint-Janskathedraal                              | 73,0 m   | 1530     |                                                                          |              |            |
| 4  | The Den - Tribute by Marriott                    | 60,0 m   | 2022     | PBV architects                                                           | 14           |            |
| 5  | Bolduc Office Center (Kantoor van de Toekomst)   | 58,8 m   | 1993     | De Bont cs Architecten                                                   | 12           | Bolduc     |
| 6  | Het Hof                                          | 56,0 m   | 2017     | LEVS architecten                                                         | 15           |            |
| 7  | Van Lanschot-toren                               | 55,0 m   | 2000     | Derks Stevens Architecten                                                | 13           |            |
| 8  | Willemspoort 615                                 | ca. 50 m | 2019     | DAT Architecten                                                          | 15           |            |
| 9  | Zuiderpoort Residentie                           | 49,6 m   | 1993     | Klunder Architecten                                                      | 16           |            |
| 10 | SNS Bank                                         | 49,2 m   | 1992     |                                                                          | 14           |            |
| 11 | Loeff Staete                                     | 46,7 m   | 1964     | Architectenbureau A.G. en J.D. Postma                                    | 14           |            |
| 12 | De Pettelaer                                     | 46,0 m   | 1972     | E.F. Groosman en Partners                                                | 15           |            |
| 13 | De Baseldonck                                    | 45,0 m   | 1977     | E.F. Groosman en Partners                                                | 15           |            |
| 14 | De Amazones                                      | 44,0 m   | 2014     |                                                                          | 14           |            |
| 15 | Socratesflat                                     | 42,9 m   | 1967     | E.F. Groosman en Partners                                                | 14           |            |
| 16 | Ovidius                                          | 42,8 m   | 1971     |                                                                          | 14           |            |
| 17 | Riva                                             | 40,3 m   | 2001     | Architectenbureau Boosten Rats & Bureau Ritzen Architectuur & Stedenbouw | 12           |            |
| 18 | Westertoren                                      | 40,0 m   | 2003     | Architektenburo van Meerendonk                                           | 13           |            |
| 19 | Sweelinckflat                                    | 40,0 m   | 1971     |                                                                          | 13           |            |
| 20 | Kantoor Essent                                   | 40,0 m   | 1954     |                                                                          | 8            |            |
| 21 | Helftheuvelpassage                               | 39,8 m   | 1974     |                                                                          | 10           |            |
| 22 | Hoge Slagen                                      | 39,6 m   | 1971     |                                                                          | 13           |            |
| 23 | Jeroen Bosch Ziekenhuis locatie Willem-Alexander | 39,0 m   | 1971     |                                                                          | 11           |            |
| 24 | Hoge Heinis                                      | 38,9 m   | 1991     | Bonnemayer Architecten                                                   | 10           |            |
| 25 | Verzorgingscentrum Erasmushuis                   | 37,9 m   | 1972     |                                                                          | 12           |            |
| 26 | Le Carrefour                                     | 37,0 m   | 2003     |                                                                          | 12           |            |
| 27 | Woontoren De Rompert                             | 35,0 m   | 2008     |                                                                          | 10           |            |